# Daihatsu Sonica
La Daihatsu Sonica (in giapponese: ダイハツ ・ ソニカ, Daihatsu Sonika) è una key car prodotta dalla casa automobilistica giapponese Daihatsu dal 2006 al 2009.
Anticipata dalla concept car chiamata "SK Tourer" all'inizio del 2006, la vettura è una classica key car a cinque porte, con il motore e la trazione anteriore in opzione a quella integrale. A muovere la vettura c'è un'unità da 658 cc a benzina dalla potenza 64 CV. La coppia viene scaricata a terra attraverso una trasmissione CVT.